# Синиця міомбова
Синиця міомбова (Melaniparus pallidiventris) — вид горобцеподібних птахів родини синицевих (Paridae). Мешкає в Танзанії, Мозамбіку, Малаві і Замбії. Деякі дослідники вважають цей вид конспецифічним з рудочеревою синицею .

## Підвиди
Виділяють два підвиди:
- M. p. pallidiventris (Reichenow, 1885) — Танзанія, південь Малаві, північ Мозамбіку;
- M. p. stenotopicus (Clancey, 1989) — схід Зімбабве, захід центрального Мозамбіку.

## Поширення і екологія
Міомбові синиці живуть в сухих саванах, сухих тропічних лісах і міомбо. Зустрічаються на висоті від 275 до 1600 м над рівнем моря.